# Cypros (fort)

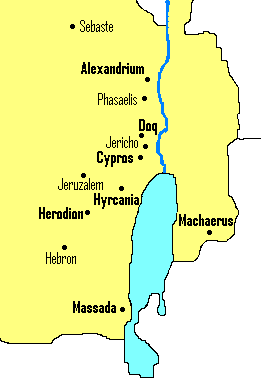
Forten van Herodes de Grote

Cyprus was een fort van Herodes de Grote. Het lag op Tell Aqaba, ten noordwesten van de Dode Zee, even ten zuidwesten van Jericho. De ruïnes op Tell Aqaba zijn voor het eerst geïdentificeerd als de burcht Cypros door A. Alt in 1925. Er zijn opgravingen verricht in 1974, onder leiding van Ehud Netzer en Emanuel Damati.
Uit opgravingen ter plaatse blijkt dat op deze plaats eerder een Hasmonees fort had gelegen, dat verwoest is in een van de opstanden tussen de verovering van Judea door Pompeius (63 v.Chr.) en het begin van de regering van Herodes de Grote (37 v.Chr.). Mogelijk is dit het fort Threx of Taurus, dat vermeld wordt door Strabo (Geographica 16,2,40). 

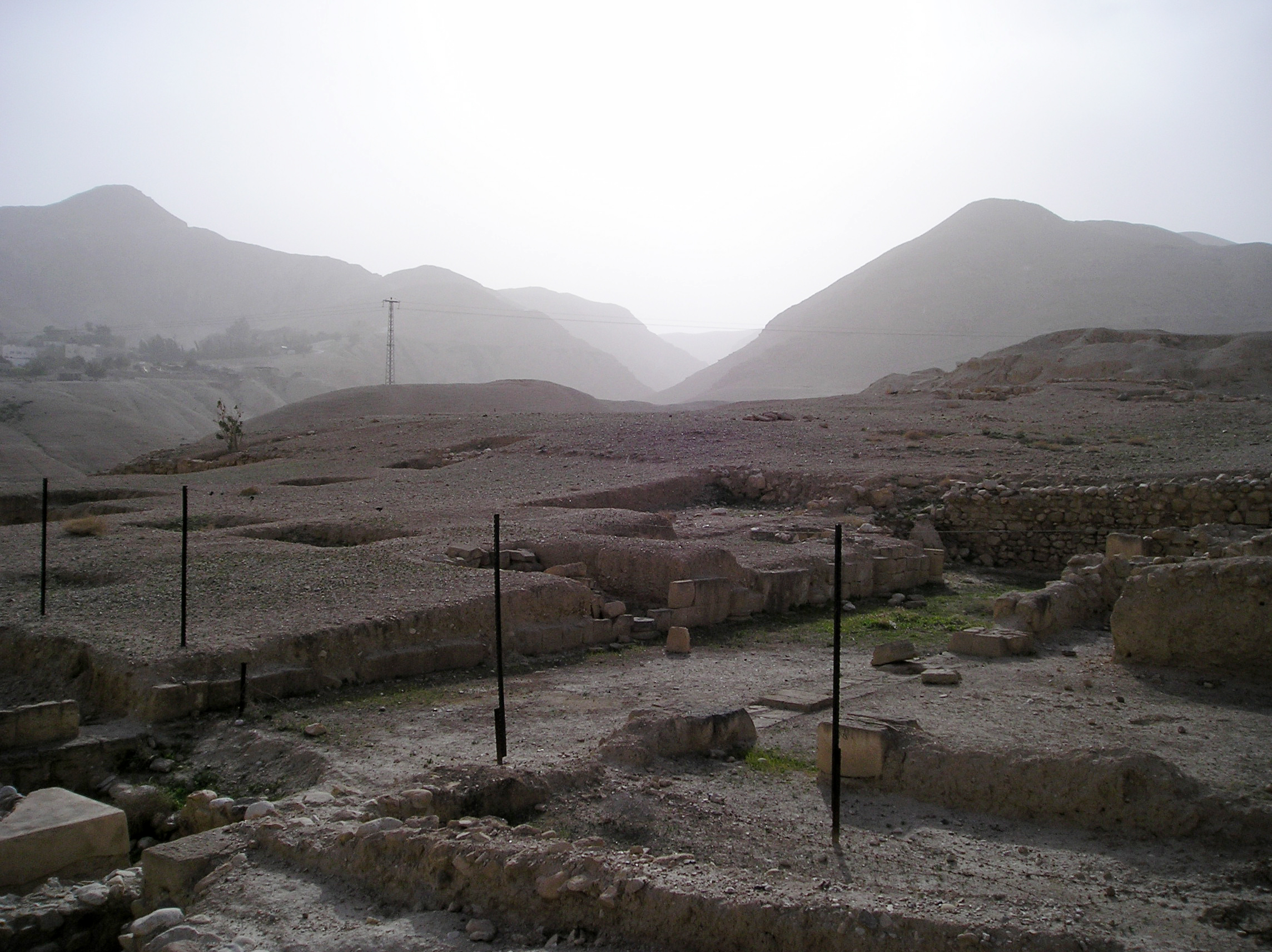
Cypros gezien vanuit Herodes' winterpaleis

Herodes liet de burcht bouwen ter bescherming van Jericho, waar hij zijn winterpaleis had. Het fort was gelegen op een redelijk hoge heuvel met steile hellingen en keek uit over het paleis. Bovendien gaf het fort goed zicht op de hoofdweg naar Jeruzalem. Herodes noemde de burcht naar zijn moeder Cypros. Het herbouwde fort bestond uit een versterkte citadel met daaronder luxueuse woonvertrekken en badinstallaties. Een 14 km lang aquaduct voorzag het fort van water, afkomstig van de bronnen waar de Wadi Qelt ontspringt.
De burcht werd aan het begin van de Joodse Opstand (66 na Chr.) door de Zeloten veroverd. De in Cypros gestationeerde troepen werden gedood en de burcht werd verwoest.
Uit de Byzantijnse periode zijn sporen van bewoning gevonden, vermoedelijk afkomstig van christelijke monikken.